# يوجين كاندل
يوجين كاندل (بالعبرية: יוג'ין קנדל‏) هو اقتصادي إسرائيلي، ولد في 1959.